# Lijst van watertorens in Zuid-Holland
Deze lijst vormt een overzicht van watertorens in Zuid-Holland.
| Watertoren                                  | Plaats                   | Provincie    | Bouwjaar  | Afgebroken | Hoogte   | Inhoud            | Architect                                     | Foto |
| ------------------------------------------- | ------------------------ | ------------ | --------- | ---------- | -------- | ----------------- | --------------------------------------------- | ---- |
| Alblasserdam                                | Alblasserdam             | Zuid-Holland | 1905      | onbekend   | 30 m     | 250 m³            | Visser & Smit Hanab                           |      |
| Alphen aan den Rijn, Hoorn                  | Alphen aan den Rijn      | Zuid-Holland | 1902      | 1958       | 26,5 m   | 100 m³            | N. Biezeveld                                  |      |
| Alphen aan den Rijn, Prins Hendrikstraat    | Alphen aan den Rijn      | Zuid-Holland | 1911      | 1972       | 27 m     | 200 m³            | N. Biezeveld                                  |      |
| Barendrecht                                 | Barendrecht              | Zuid-Holland | 1912      |            | 36 m     | 120 m³            | R. Kuipers                                    |      |
| Bergambacht                                 | Bergambacht              | Zuid-Holland | 1937      |            | 40 m     | 360 m³            | P.D. Stuurman                                 |      |
| Bodegraven                                  | Bodegraven               | Zuid-Holland | 1907      |            | 34,15 m  | 200 m³            | Visser & Smit Hanab                           |      |
| Boskoop                                     | Boskoop                  | Zuid-Holland | 1908      |            | 32,5 m   | 150 m³            | J. Schotel                                    |      |
| Boven-Hardinxveld                           | Boven-Hardinxveld        | Zuid-Holland | 1923      |            | 42,9 m   | 215 m³            |                                               |      |
| Brielle                                     | Brielle                  | Zuid-Holland | 1923      |            | 40,5 m   | 200 m³            | A.D. Heederik                                 |      |
| Delft, Wateringsevest                       | Delft                    | Zuid-Holland | 1895      |            | 29 m     | 600 m³            | M.A.C. Hartman                                |      |
| Delft, Stromingslaboratorium                | Delft                    | Zuid-Holland | 1975      | 2012       | onbekend | 60 m³             | Op ten Noort Blijdenstein                     |      |
| Delft, Getijmodellaboratorium               | Delft                    | Zuid-Holland | 1980      |            | onbekend | 5 m³              | Op ten Noort Blijdenstein                     |      |
| Den Haag                                    | Den Haag                 | Zuid-Holland | 1874      |            | 48,74 m  | 1000 m³ + 1200 m³ | L.A. Brouwer en Thy. Stang                    |      |
| Dirksland                                   | Dirksland                | Zuid-Holland | 1939-1941 |            | 62,5 m   | 575 m³            | J. Gerber                                     |      |
| Dordrecht, Villa augustus                   | Dordrecht                | Zuid-Holland | 1882      |            | 33 m     | 500 m³            | J.A. van der Kloes                            |      |
| Dordrecht, Watertoren van DuPont de Nemours | Dordrecht                | Zuid-Holland | 1961      |            | 46,5 m   | 570 m³            | Vries Robbé & Co N.V.                         |      |
| Dordrecht, Dubbeldam                        | Dordrecht                | Zuid-Holland | 1916      |            | 36,4 m   | 200 m³            | Visser & Smit Hanab                           |      |
| Gorinchem                                   | Gorinchem                | Zuid-Holland | 1886      |            | 31 m     | 300 m³            | J. Schotel                                    |      |
| Gouda                                       | Gouda                    | Zuid-Holland | 1883      |            | 33,15 m  | 300 m³            | J. Schotel                                    |      |
| 's Gravendeel                               | 's-Gravendeel            | Zuid-Holland | 1914      |            | 35 m     | 200 m³            | Visser en Smit                                |      |
| Hazerswoude-Rijndijk                        | Hazerswoude-Rijndijk     | Zuid-Holland | 1915      |            | 28,5 m   | 200 m³            | A.D. Heederik                                 |      |
| Heinenoord                                  | Heinenoord               | Zuid-Holland | 1910      |            | 18 m     | 50 m³             | J. Smit                                       |      |
| Hellevoetsluis                              | Hellevoetsluis           | Zuid-Holland | 1896      |            | 22 m     | 60 m³ + 60 m³     | N. Biezeveld                                  |      |
| Hendrik-Ido-Ambacht                         | Hendrik-Ido-Ambacht      | Zuid-Holland | 1911      | 2006       | 31,5 m   | 225 m³            | Visser & Smit Hanab                           |      |
| Hillegom                                    | Hillegom-Lisse           | Zuid-Holland | 1925      |            | 45,25 m  | 660 m³            | A.D. Heederik                                 |      |
| Katwijk                                     | Katwijk                  | Zuid-Holland | 1878      |            | 33 m     | 600 m³            | C.J. van Spal                                 |      |
| Klaaswaal                                   | Klaaswaal                | Zuid-Holland | 1929      |            | 38 m     | 400 m³            | A. Visser                                     |      |
| Krimpen aan de Lek                          | Krimpen aan de Lek       | Zuid-Holland | 1909      |            | 47,2 m   | 250 m³            | Visser & Smit                                 |      |
| Kwintsheul                                  | Kwintsheul               | Zuid-Holland | 1900      |            | onbekend | onbekend          |                                               |      |
| Leerdam (1900)                              | Leerdam                  | Zuid-Holland | 1900      | voor 1930  | 25,5 m   | 140 m³            | Visser & Smit Hanab                           |      |
| Leerdam (1912)                              | Leerdam                  | Zuid-Holland | 1912      | 1930       | 25,5 m   | 150 m³            | Visser & Smit Hanab                           |      |
| Leerdam (1929)                              | Leerdam                  | Zuid-Holland | 1929      |            | 50,25 m  | 500 m³            | Visser & Smit                                 |      |
| Leiden                                      | Leiden                   | Zuid-Holland | 1908      |            | 29,5 m   | 1200 m³           | W.C. van Manen                                |      |
| Loosduinen                                  | Loosduinen               | Zuid-Holland | 1958/1959 | 1998       | onbekend | onbekend          |                                               |      |
| Maassluis                                   | Maassluis                | Zuid-Holland | ca. 1890  | 1972       |          |                   | J.C. van Wijk en C.W. Hogendijk               |      |
| Meije                                       | De Meije                 | Zuid-Holland | 1931-1932 |            | 57,65 m  | 450 m³            | Chr. Posthumus Meyes jr. en J. Van der Linden |      |
| Monster                                     | Monster                  | Zuid-Holland | 1886      |            | 37,8 m   | 600 m³            | N. Biezeveld                                  |      |
| Moordrecht                                  | Moordrecht               | Zuid-Holland | 1924      |            | 33 m     | 100 m³            | P.D. Stuurman                                 |      |
| Naaldwijk                                   | Naaldwijk                | Zuid-Holland | 1929-1930 |            | 40,8 m   | 320 m³ + 280 m³   | H. Sangster                                   |      |
| Nieuw-Lekkerland                            | Nieuw-Lekkerland         | Zuid-Holland | 1915      |            | 34 m     | 400 m³            | Visser & Smit Hanab                           |      |
| Noordwijk                                   | Noordwijk                | Zuid-Holland | 1917      |            | 23 m     | 225 m³            | P.A. Warners                                  |      |
| Oud-Beijerland                              | Oud-Beijerland           | Zuid-Holland | 1888      | onbekend   | 28 m     | onbekend          | F.A. de Jongh                                 |      |
| Ouderkerk aan de IJssel                     | Ouderkerk aan den IJssel | Zuid-Holland | 1916      |            | 32,5 m   | 400 m³            | Visser & Smit Hanab                           |      |
| Poeldijk                                    | Poeldijk                 | Zuid-Holland | onbekend  |            | onbekend | onbekend          |                                               |      |
| Ridderkerk, Slikkerveer                     | Slikkerveer              | Zuid-Holland | 1906      | 1971       | 36 m     | 225 m³            | Visser & Smit Hanab                           |      |
| Ridderkerk, Rijsoord                        | Rijsoord                 | Zuid-Holland | 1906      | 1966       | 19,65 m  | 44 m³             | Visser & Smit Hanab                           |      |
| Rijswijk (Jaagpad 148c)                     | Rijswijk                 | Zuid-Holland | 1911      |            | 29,3 m   | 200 m³            | N. Biezeveld                                  |      |
| Rijswijk (Sammersweg)                       | Rijswijk                 | Zuid-Holland | onbekend  |            | onbekend | onbekend          |                                               |      |
| Roelofarendsveen                            | Roelofarendsveen         | Zuid-Holland | 1932      |            | 31,5 m   | 150 m³            | H. Sangster                                   |      |
| Rotterdam, Delfshaven                       | Rotterdam Delfshaven     | Zuid-Holland | 1883      | 1968       | 29,5 m   | 1500 m³           | N. Biezeveld                                  |      |
| Rotterdam, De Esch                          | Rotterdam                | Zuid-Holland | 1871-1873 |            | 48 m     | 1000 m³           | C.B. van der Tak                              |      |
| Rotterdam, Europoort                        | Rotterdam                | Zuid-Holland | 1971      | onbekend   | onbekend | onbekend          |                                               |      |
| Rotterdam, IJsselmonde                      | Rotterdam IJsselmonde    | Zuid-Holland | ca. 1904  | jaren '60  | onbekend | onbekend          | Visser & Smit Hanab                           |      |
| Rotterdam, Mallegat                         | Rotterdam                | Zuid-Holland | 1915-1916 |            | onbekend | onbekend          |                                               |      |
| Sassenheim                                  | Sassenheim               | Zuid-Holland | 1925      |            | 35 m     | 275 m³            |                                               |      |
| Schoonhoven                                 | Schoonhoven              | Zuid-Holland | 1901      |            | 50 m     | 150 m³            | F.A. de Jongh                                 |      |
| Sliedrecht                                  | Sliedrecht               | Zuid-Holland | 1886      |            | 28,5 m   | 250 m³            | J. Schotel                                    |      |
| Strijen                                     | Strijen                  | Zuid-Holland | 1914      |            | 27 m     | 150 m³            | Visser & Smit Hanab                           |      |
| Vlaardingen, oude watertoren                | Vlaardingen              | Zuid-Holland | 1885      | 1956       | 21,8 m   | onbekend          |                                               |      |
| Vlaardingen, oude watertoren                | Vlaardingen              | Zuid-Holland | 1895      | 1956       | 24,1 m   | onbekend          |                                               |      |
| Vlaardingen, nieuwe watertoren              | Vlaardingen              | Zuid-Holland | 1955      |            | 39 m     | 550 m³ + 550 m³   | J.H.J. Kording                                |      |
| Voorburg                                    | Voorburg                 | Zuid-Holland | 1898      | 1966       | 28 m     | 150 m³            | J. Schotel                                    |      |
| Voorschoten                                 | Voorschoten              | Zuid-Holland | 1910      | 1981       | 29,2 m   | 60 m³             | J. Schotel                                    |      |
| Wassenaar                                   | Wassenaar                | Zuid-Holland | 1928      | 1990       | 57,5 m   | 500 m³            | J.P.L. Hendriks                               |      |
| Zoetermeer                                  | Zoetermeer               | Zuid-Holland | 1927-1928 |            | 48,65 m  | 500 m³            | C. Visser                                     |      |
| Zuidzijde                                   | Zuidzijde of Den Bommel  | Zuid-Holland | 1934      |            | 44 m     | 200 m³ + 200 m³   | De Mabeg                                      |      |
| Zwijndrecht                                 | Zwijndrecht              | Zuid-Holland | 1897-1898 |            | 41 m     | 200 m³ + 220 m³   | F.A. de Jongh                                 |      |

Drenthe ·
Flevoland ·
Friesland ·
Gelderland ·
Groningen ·
Limburg ·
Noord-Brabant ·
Noord-Holland ·
Overijssel ·
Utrecht ·
Zeeland ·
Zuid-Holland